# Gavril Dejeu
Gavril Dejeu (n. 11 septembrie 1932, Poieni, România) este un avocat român, deputat PNȚCD în mai multe legislaturi, ministru de interne în perioada 1996-1999. Este fratele lui Alexandru Dejeu, unul din liderii rezistenței anticomuniste din Munții Apuseni.
Gavril Dejeu a fost ministru de Interne în guvernul Victor Ciorbea și guvernul Radu Vasile. Gavril Dejeu a demisionat din funcția de ministru de interne în seara zilei de 19 ianuarie 1999, când minerii, angajați în Mineriada din ianuarie 1999, au trecut de barajele constituite de forțelor de ordine în Defileul Jiului, ocazie cu care a declarat: „Am socotit că îmi revine o răspundere morală pentru atitudinea pe care au avut-o forțele Ministerului de Interne”.
În perioada 30 martie-17 aprilie 1998 a fost prim-ministru interimar al României.
În legislaturile 1992-1996 și 1996-2000, Gavril Dejeu a fost ales deputat în circumscripția electorală nr.33 Sibiu pe listele Convenției Democrate Române (CDR).
Din anul 2000, de când s-a retras din politică și a părăsit Bucureștiul, fostul ministru de interne s-a retras în locuința sa din centrul orașului Sibiu, unde cântă la vioară, își crește nepoții și citește ziarele pe internet.
În 21 iunie 2011, la editura Imago, Gavril Dejeu a lansat cartea ”România pe orbita reformei”, în care a adunat o serie articole scrise în perioada 2005-2011 și publicate de-a lungul timpului în ziarele Monitorul de Sibiu și Turnul Sfatului.

## Publicații
- Pe firul evenimentelor, Editura Imago, Sibiu, 2013[6]